# Куш-Кая (Бабуган-яйла)

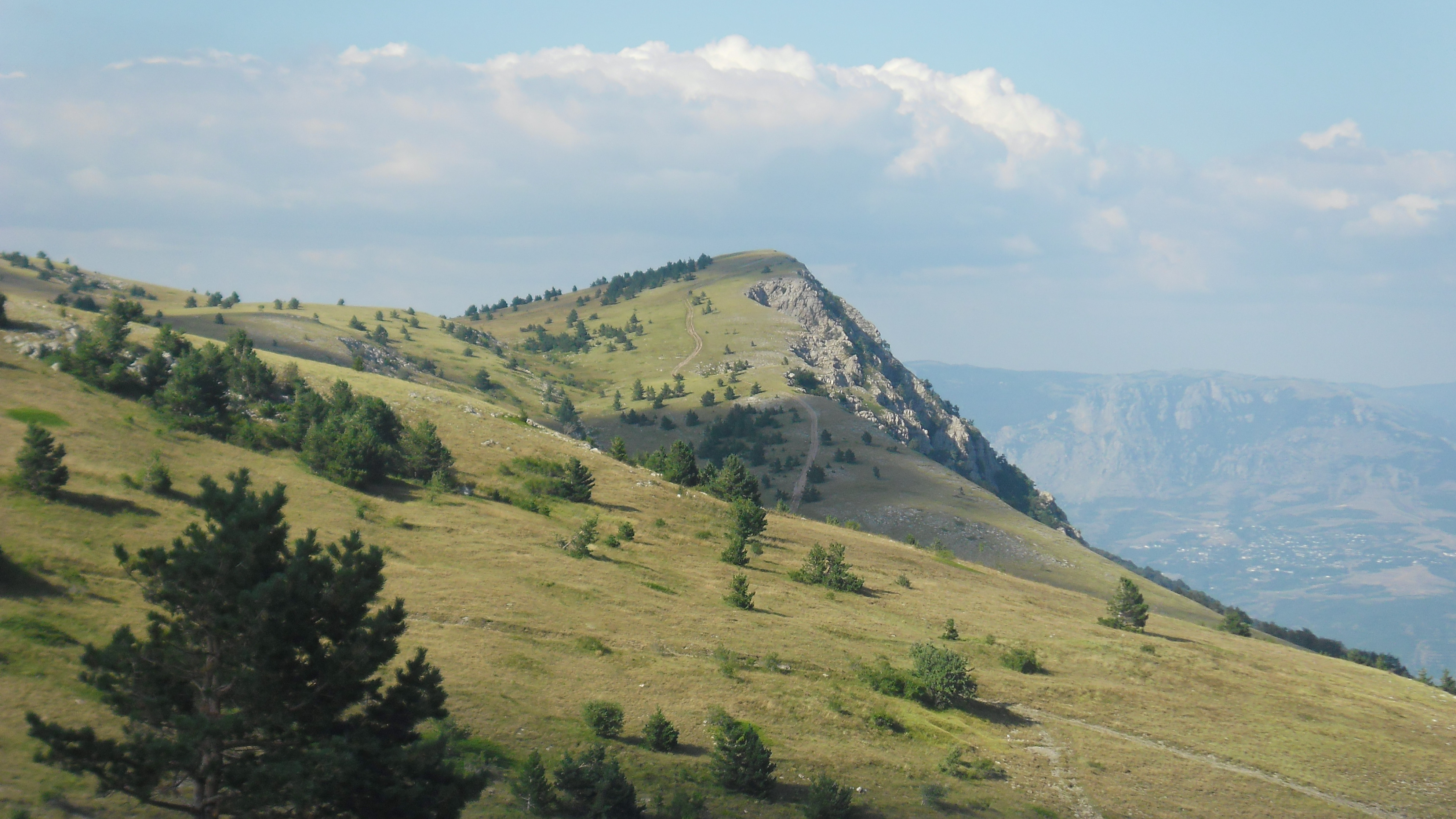
Куш-Кая — вид із заходу Бабуган-яйли.

Куш-Кая́ (крим. Quş Qaya — скеля-птах)  — гірська вершина Головного пасма Кримських гір. Розташована у східній частині Бабуган-яйли.

## Опис
Висота — 1340 (1339) метрів над рівнем моря. Східний схил Куш-Кая обривається уступом висотою 200—300 м, західний пологий, вкритий гірсько-лучною рослинністю.
Підйом простий з півночі — північного заходу.
Гору добре видно з пос. Малий Маяк.

На південних схилах гори Куш-Кая — урочище Карши-Даг.

## Галерея

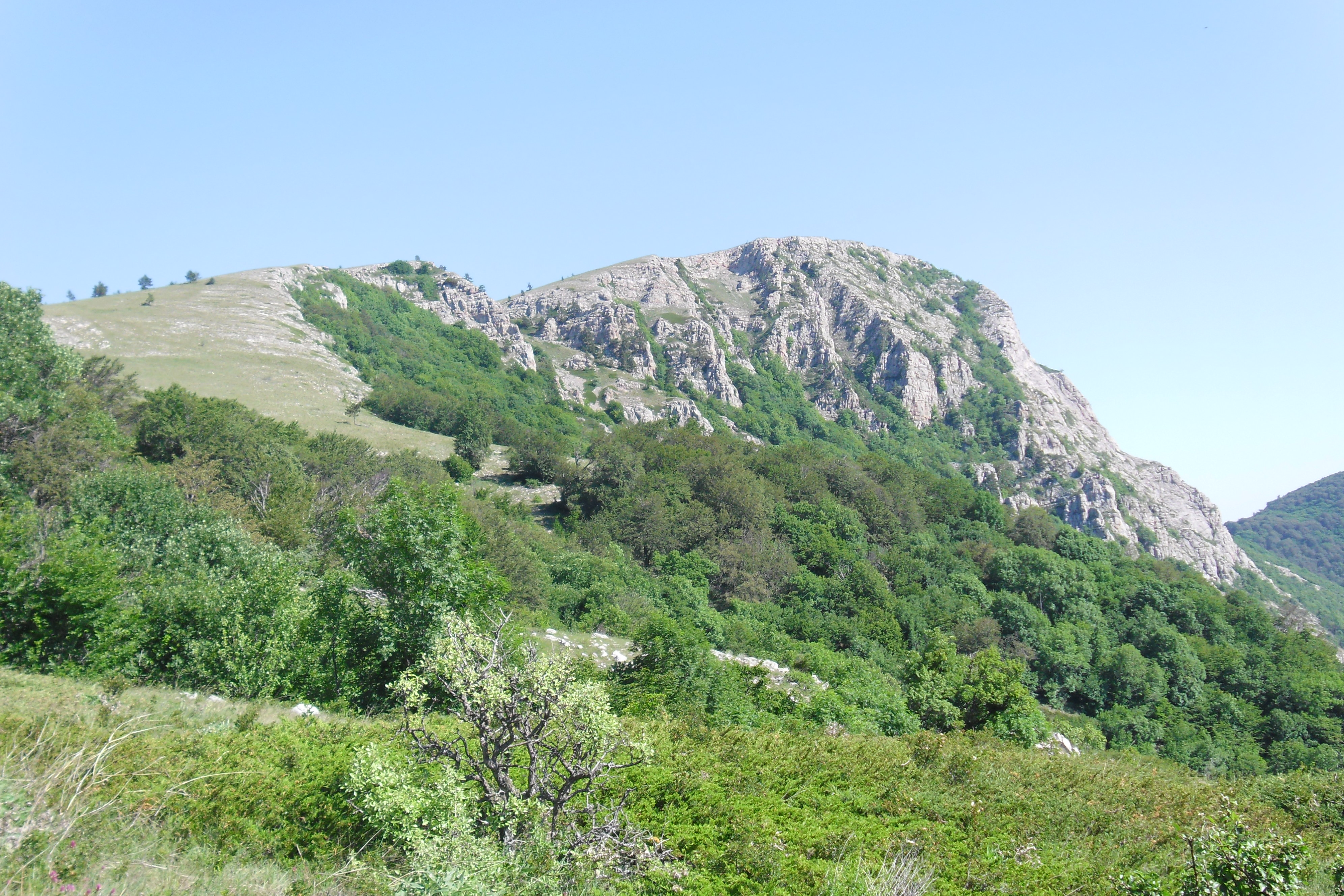
Куш-Кая зі стежки Талма-Богаз при виході її на Бабуган-яйлу
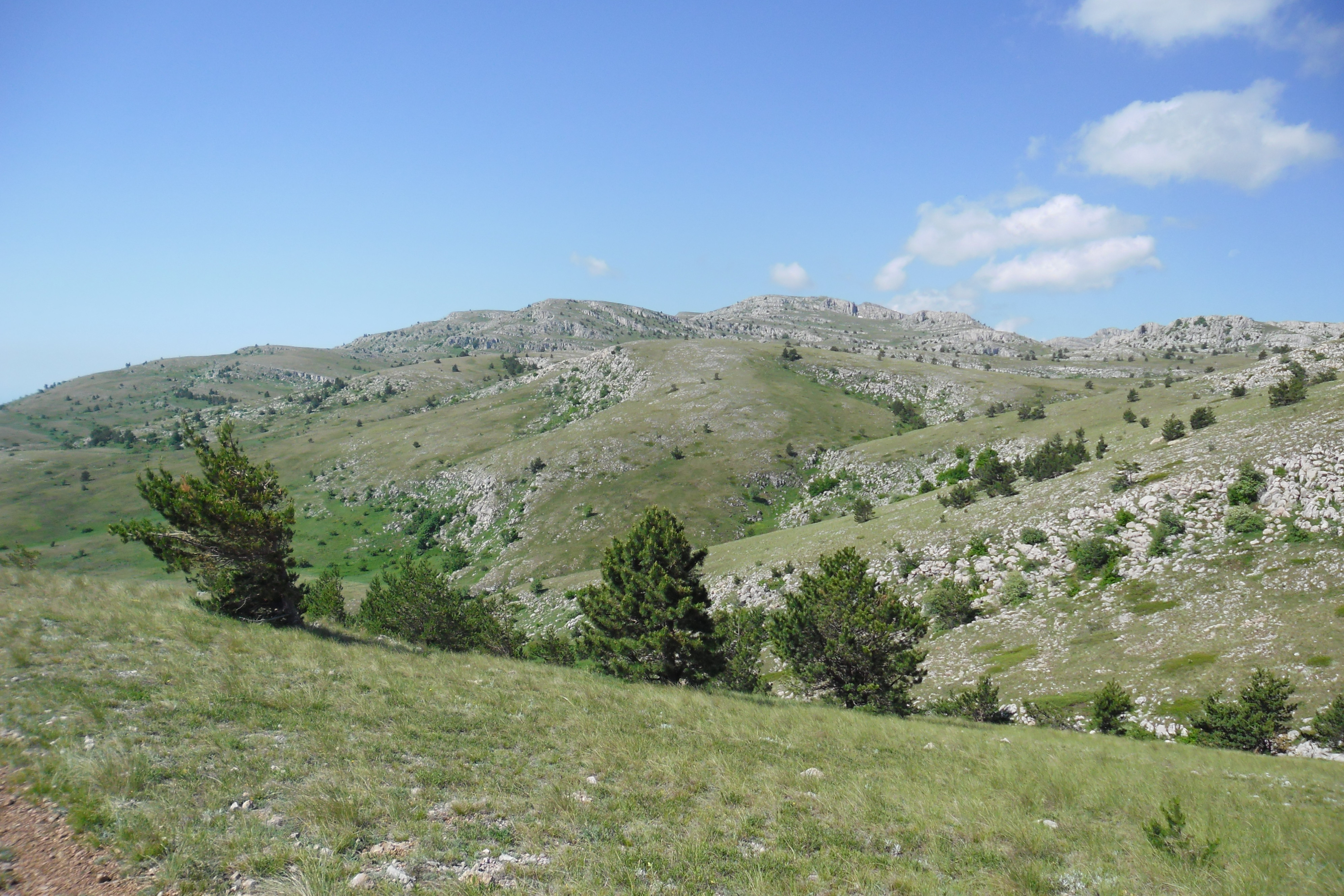
Вид з Куш-Кая на безіменну вершину 1441 м.
На вершині Куш-Кая. Літо 2010 р.
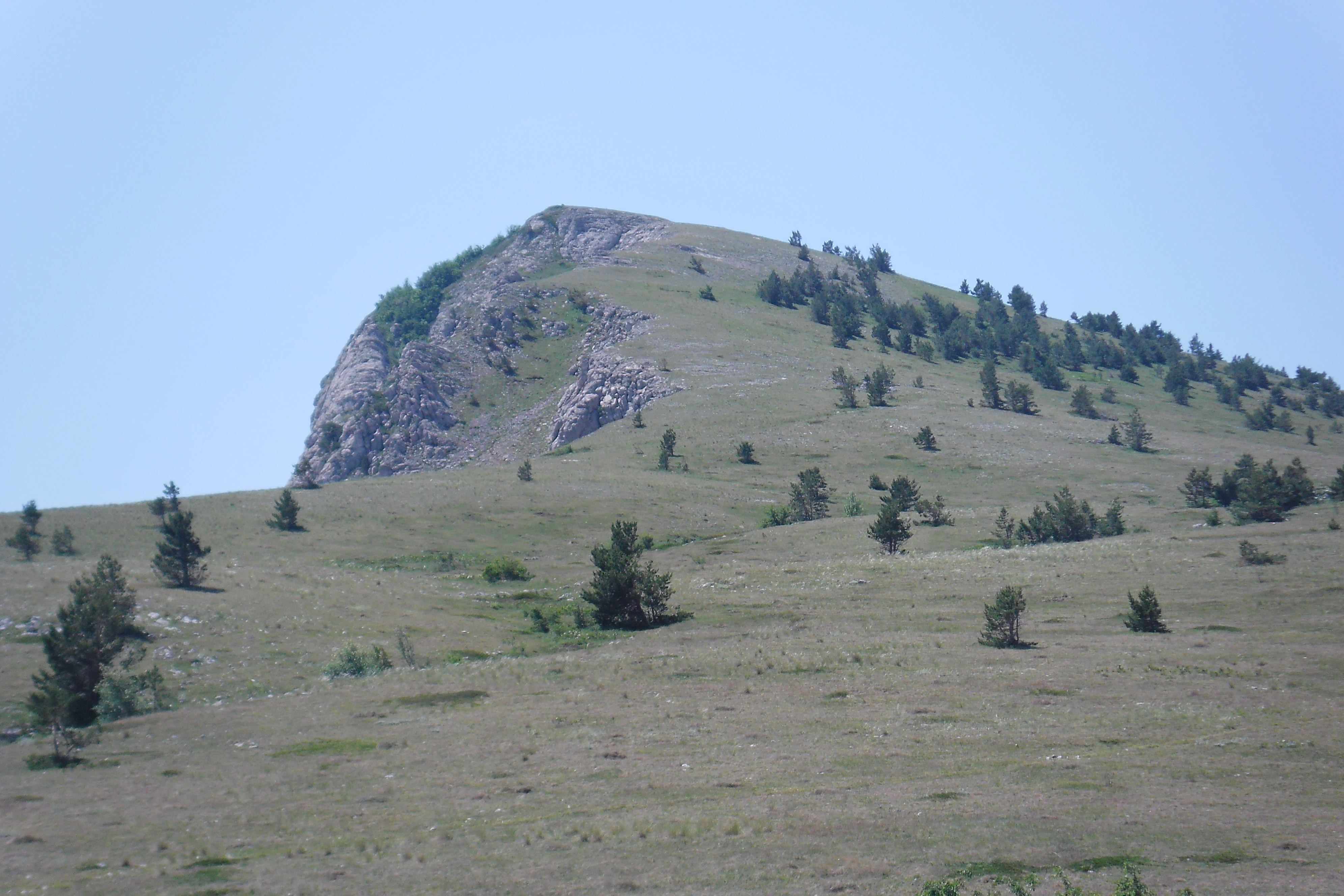
Куш-Кая з боку перевалу Дипло
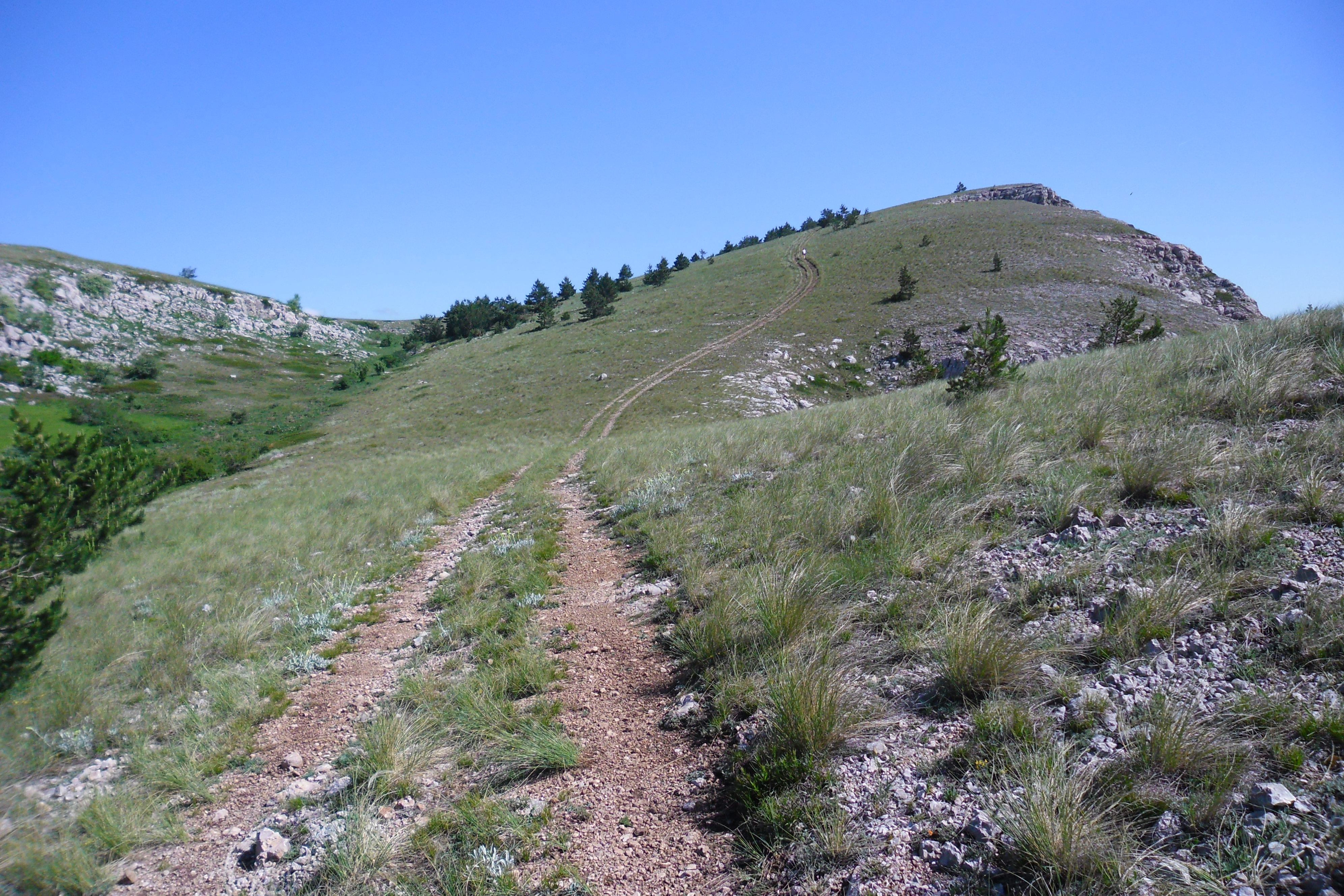
Шлях на гору Куш-Кая
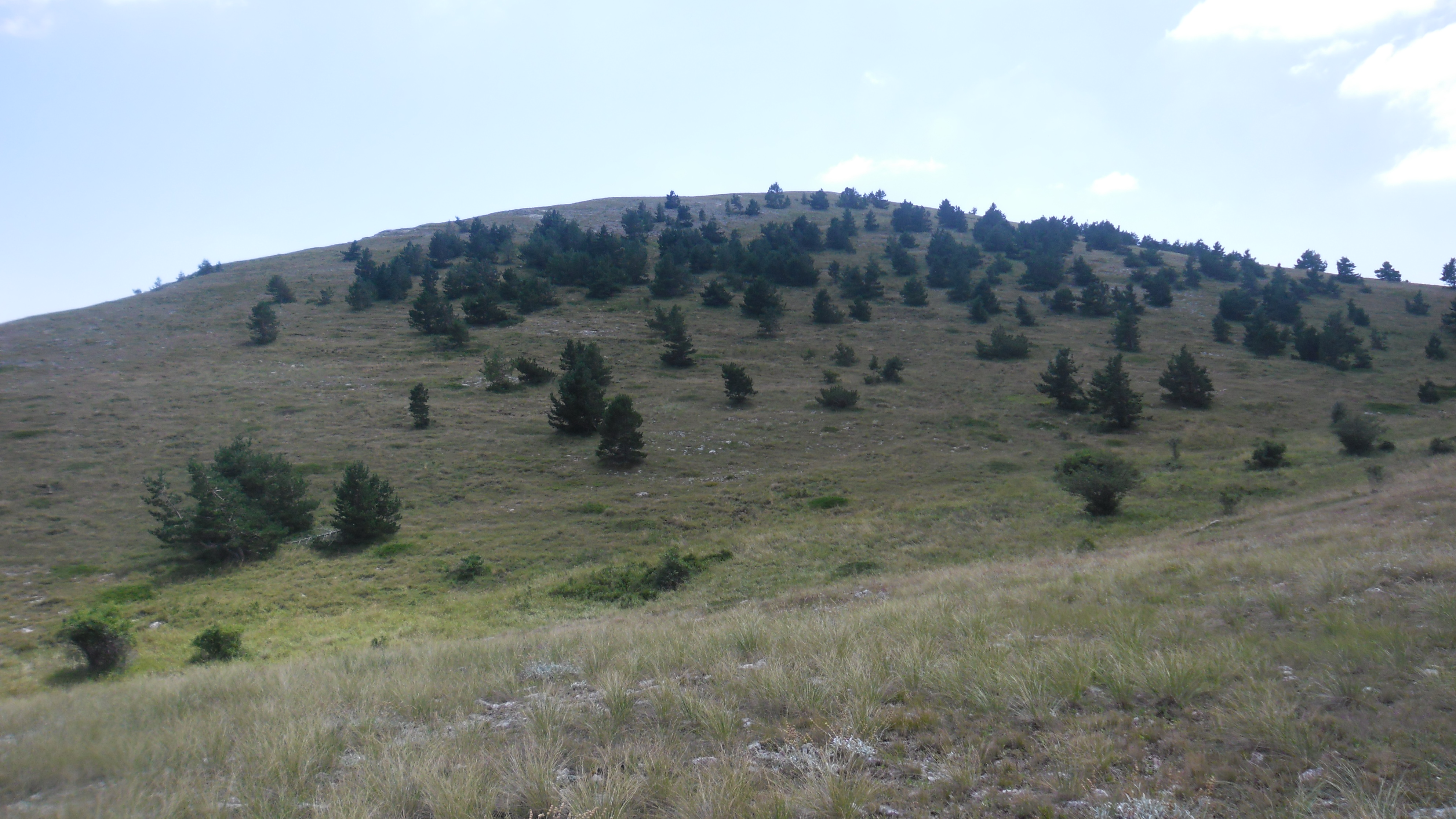
Північний схил гори. 2016 р.
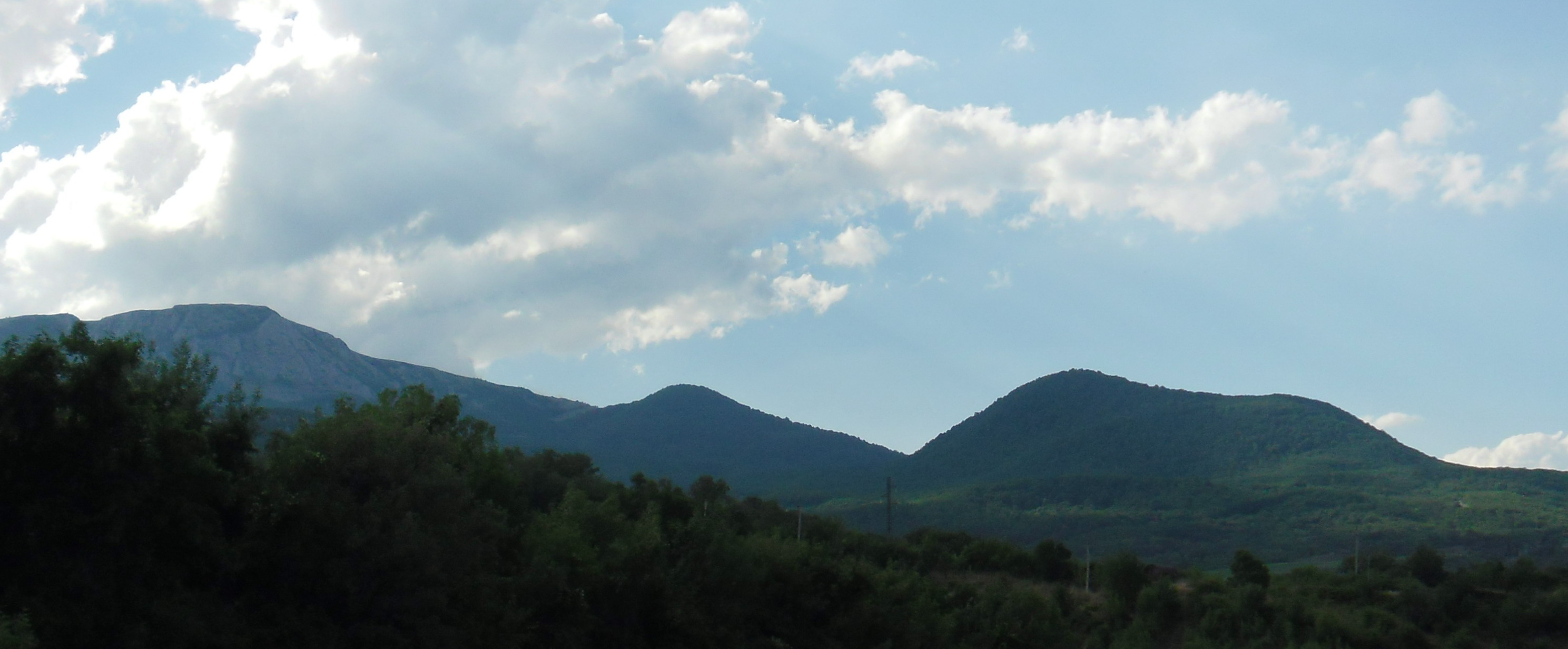
Світлина з узберіжжя. Зліва направо: Куш-Кая, Чамни-Бурун, хребет Урага.